# Guadua paraguayana
Guadua paraguayana är en gräsart som beskrevs av Johann es Christoph Christian Döll. Guadua paraguayana ingår i släktet Guadua och familjen gräs. Inga underarter finns listade i Catalogue of Life.